# Thomas Boleyn
Thomas Boleyn (født ca. 1477 – død d. 12. marts 1539) var en engelsk diplomat og politiker i tudortiden. Han blev født i familiens hjem på Hever Castle i Kent, der havde været i familiens eje siden hans bedstefar, Geoffrey Boleyn, købte det, for at restaurere det og omdanne det til et slot. Han blev begravet på St. Peters kirkegård i Hever. Thomas’ forældre var William Boleyn (1451 – 1505) og Margeret Butler (1454 – 1539), og Thomas var den ældste af ti. Ca. otte overlevede barndommen. Han blev gennem sit ægteskab med Elizabeth Boleyn, grevinde af Wiltshire far til Mary Boleyn, Anne Boleyn og George Boleyn. Gennem Anne blev han senere bedstefar til Dronning Elizabeth 1. af England. 

## Ægteskab
Før 1500, sandsynligvis i 1498, blev han gift med Elizabeth Howard, ældste datter af Thomas Howard, 2. hertug af Norfolk og dennes hustru Elizabeth Tilney. Parret oplevede adskillige graviditeter, men kun fem børn overlevede fødslen og kun tre levede til de nåede voksenalderen:
- Mary Boleyn – gift med William Carey og efter dennes død med William Stafford
- Anne Boleyn – gift med kong Henrik 8. af England, og mor til Elizabeth
- George Boleyn – der blev greve af Rochford og gift med Jane Parker

## Diplomati og ordner
Pga. sine evner til at komme frem i verden gennem nepotisme blev han en af kong Henrik d. 8 førende diplomater. Hans stillinger og missioner var blandt andre:
- 1511 og 1517: Sherif i Kent
- 1512: Med i delegationen til Holland.
- 1518–1521: Ambassadør for England i Frankrig, hvor han var involveret i Guldbrokadelejren, der skulle danne grund for mødet mellem Kong Henrik d. 8 og den nye franske konge Frans I i 1520.
- 1521 og 1523: Udsending til Karl 5..
- 1527: Del af den engelske delegation til Frankrig
- 1529: Udsending til møde mellem Karl d. 5 og Pave Clemens 7. for at søge hjælp til skilsmissen mellem kong Henrik d. 8. og Katharina af Aragonien. Det blev fulgt af endnu en rejse til Frankrig.

De fleste af hans titler arvede han gennem sin mor, Margeret Butler, der var datter af Thomas Butler, 7. jarl af Ormonde. Thomas Butler, der gennem sine irske aner havde ret til at sidde i det irske parlament, blev imidlertid som personlig ven af kong Henrik 7. af England tildelt en plads i det engelske parlament i november 1488 som Thomas Ormonde de Rochford. Han havde da allerede titlen jarl af Carrick.
I engelsk lovgivningen er den matriarkalske arvefølge ikke gældende for jarledømmer. Det blev i Boleyns tilfælde opvejet af en vigtigere factor: han var far til to smukke piger. Kong Henrik havde først et forhold til Mary og derefter til Anne. Rygtet fortæller, at Thomas havde så høje ambitioner af han også tillod sin kone, Elizabeth, at være Kong Henrik d. 8.'s elskerinde, og muligheden derfor var til stede at Anne var kongens datter. Da rygterne kom kongen for ørerne at han skulle havde haft et forhold til både mor og datter svarede han:” Aldrig med moderen” . 
- Boleyn blev tildelt Hosebåndsordenen i 1523 [2].
- The Rt. Hon.[3] The Viscount Rochford KG (1525–1527)
- The Rt. Hon. The Earl of Ormond KG (1527–1529)
- The Rt. Hon. The Earl of Wiltshire and of Ormond KG (1529–1539)

- Note: den 22. februar 1538 blev jarledømmet Ormonde givet tilbage til Piers Butler, der blev den 8. jarl af Ormonde.

## Kongen og Anne
I 1525, hvor Henrik blev forelsket i Anne og begyndte at kurtisere hende til trods for at Mary kort forinden havde fået barn nummer to (hvor rygter udpegede Henrik som faderen), blev Boleyn adlet til viscount Rochford. Titlen havde været i familiens eje før, men gik tabt på grund af manglende mandlige arvinger i 1515.
I takt med, at kongens følelser for Anne steg, blev Boleyn fyrsteligt belønnet. I 1528 blev han jarl af Ormonde, en titel som hans bedstefar havde haft. 
Boleyns krav på titlen jarl af Wiltshire afhang til gengæld ikke kun af kongens følelser, men også af hans slægtskab med den irske James Butler, 5. jarl af Ormonde, som han fik gennem ægteskabet med Elizabeth. James Butler mistede dog titlen 1. maj 1461 sammen med sit hoved, da han blev besejret af den magtfulde slægt York. Titlen blev derefter givet til andre, der ikke var i familie med Butler. Men den 8. december 1529 kom titlen tilbage til familien, da Thomas Boleyn blev 1. jarl af Wiltshire. 
På samme tid blev hans eneste overlevende legitime søn, George, ophøjet til jarl af Rochford. Seks år senere blev alle titlerne taget fra ham, da han blev fundet skyldig i højforræderi, utroskab og blodskam, og straffen var halshugning.
Efter familiens store nederlag, der kulminerede med, at Anne og George blev halshugget, trak Thomas Boleyn sig sammen med sin kone, Elizabeth, tilbage fra hoffet til deres landsted i Kent, hvor hun døde i 1538 og han i 1539.

## Fiktionens verden
Thomas Boleyn er blevet spillet af skuespilleren Michael Hordern i filmen ” Anne of the Thousand Days” fra 1966. I henholdsvis 2003 og 2008 spillede Jack Shepherd og Mark Rylance rollen i filmen ”Den anden søster” af forfatteren Phillippa Gregory. I 2007 kom miniserien om Tudor, hvor skuespilleren Nick Dunning havde rollen som den udspekulerede Thomas Boleyn, der hele tiden arbejdede for at øge sin familiens status og satse sine døtre i magtens spil.